# جون جاي لويس جونيور
جون جاي لويس جونيور (بالإنجليزية: John J. Louis, Jr.)‏ هو دبلوماسي أمريكي، ولد في 10 يونيو 1925 في إيفانستون في الولايات المتحدة، وتوفي في 15 فبراير 1995 في وينتكا في الولايات المتحدة.

## وصلات خارجية
- جون جاي لويس جونيور على موقع إن إن دي بي (الإنجليزية)